# Dysdera jana
Dysdera jana es una especie de arañas araneomorfas de la familia Dysderidae.

## Distribución geográfica
Es endémica de Cerdeña (Italia).